# حيرام بواتينغ
حيرام بواتينغ (بالإنجليزية: Hiram Boateng) هو لاعب كرة قدم بريطاني في مركز الوسط، ولد في 8 يناير 1996 في واندزوورث في المملكة المتحدة. لعب مع كريستال بالاس ونادي بليموث أرجايل ونادي كرولي تاون.

## وصلات خارجية
- حيرام بواتينغ على موقع قاعدة بيانات كرة القدم.إي يو (الإنجليزية)
- حيرام بواتينغ على موقع Soccerbase.com (لاعب) (الإنجليزية)
- حيرام بواتينغ على موقع Soccerway.com (الإنجليزية)
- حيرام بواتينغ على موقع عالم كرة القدم.نت (الإنجليزية)